# Tecteremaeus incompletus
Tecteremaeus incompletus är en kvalsterart som beskrevs av Sandór Mahunka 1988. Tecteremaeus incompletus ingår i släktet Tecteremaeus och familjen Arceremaeidae. Inga underarter finns listade i Catalogue of Life.